# 1991-es Nickelodeon Kids’ Choice Awards
Ez a negyedik Nickelodeon Kids’ Choice Awards. amelyet 1991. április 22-én rendeztek Pauley Pavilion, Los Angeles, Kaliforniában.

## Fellépők
- New Kids on the Block - Hangin' Tough

## Győztesek és jelöltek

### Kedvenc filmszínész
- Arnold Schwarzenegger - Ovizsaru

### Kedvenc filmszínésznő
- Julia Roberts - Micsoda nő!

### Kedvenc film
- Reszkessetek, betörők!

### Kedvenc Tv színész
- Will Smith

### Kedvenc Tv színésznő
- Keshia Knight Pulliam

### Kedvenc Tv show
- A Simpson család

### Kedvenc rajzfilm
- Pöttöm kalandok

### Kedvenc férfi sportoló
- Michael Jordan

### Kedvenc film állat
- Tini nindzsa teknőcök

### Hall of Fame díjas
- Paula Abdul

## Nyálkás hírességek
- Corin Nemec
- Bart Simpson

## Fordítás
- Ez a szócikk részben vagy egészben  a(z)   1991 Kids' Choice Awards című angol Wikipédia-szócikk ezen változatának fordításán alapul.  Az eredeti cikk szerkesztőit annak laptörténete sorolja fel. Ez a jelzés csupán a megfogalmazás eredetét és a szerzői jogokat jelzi, nem szolgál a cikkben szereplő információk forrásmegjelöléseként.